# Themiste (Lagenopsis) dehamata
Themiste (Lagenopsis) dehamata is een soort in de taxonomische indeling van de Sipuncula (Pindawormen).
Het dier behoort tot het geslacht Themiste en behoort tot de familie Themistidae. De wetenschappelijke naam van de soort werd voor het eerst geldig gepubliceerd in 1903 door Kesteven.